# Krste Crvenkovski
Krste Crvenkovski - Stevo, makedonski komunist, filozof, prvoborec, partizan, politik in narodni heroj, * 1921, Prilep, † 2001, Skopje.
Član SKOJ je bil od 1935, KPJ od 1939, udeleženec NOB od 1941. V začetku leta 1942 je politično deloval v zahodni Makedoniji, nato bil zaprt v Tirani (spetember 1942-april 1943), od koder je pobegnil in decembra 1943 vodil delo 1. kongresa Narodnoosvobodilne mladinske zveze Makedonije (NOMSM). Spomladi 1944 je bil namestnik političnega komisarja 1. makedonske narodnoosvobodilne udarne brigade. Po vojni je zavzemal pomembne politične funkcije, mdr. je bil januarja 1945 na njenem 2. kongresu izvoljen za predsednika Ljudske mladine Makedonije, od 1952 je bil član CK ZKJ, član IK CK ZKM, minister za kulturo Makedonije, član ZIS, od julija 1963 do marca 1969 je bil za Koliševskim drugi voditelj (politični sekretar oz. po 1966 predsednik) CK Zveze komunistov Makedonije in član IK oz. od 1966 predsedstva CK ZKJ, od 1969 član Izvršnega biroja predsedstva ZKJ, od 1971 član in tudi podpredsednik predsedstva Jugoslavije. V prvi polovici 70. let je postal oponent oziroma konkurent politični usmeritvi vodilnega makedonskega politika Lazarja Koliševskega, kar ga je stalo nadaljnje politične kariere.
Bil je nosilec partizanske spomenice 1941, odlikovan je bil z redom narodnega heroja, junaka socialističnega dela idr.